# Hartford, Iowa
Hartford är en ort i Warren County i Iowa. Vid 2020 års folkräkning hade Hartford 733 invånare.